# Klincy (obwód kurski)
Klincy (ros. Клинцы) – wieś (ros. село, trb. sieło) w zachodniej Rosji, w sielsowiecie romanowskim rejonu chomutowskiego w obwodzie kurskim.

## Geografia
Miejscowość położona jest w dorzeczu rzeki Siew, 8 km od centrum administracyjnego sielsowietu romanowskiego (Romanowo), 11 km od centrum administracyjnego rejonu (Chomutowka), 116 km od Kurska.
W granicach miejscowości znajduje się ulica Centralnaja (19 posesji).

## Historia
Do czasu reformy administracyjnej w roku 2010 wieś Klincy wchodziła w skład sielsowietu starszeńskiego, który w tymże roku został włączony w sielsowiet romanowski.

## Demografia
W 2010 r. miejscowość zamieszkiwało 18 osób.